# Лент фестивал
Међународни летњи фестивал Лент је велики уметнички фестивал који се одржава отприлике две недеље крајем јуна сваке године у Марибору. У организацији Културног центра Народног дома, фестивал сваке године привлачи позоришне, оперске, балетске извођаче, класичне, модерне и џез музичаре и играче из целог света, као и посетиоце. Током фестивала наступају имађионичари и акробате.
Постоји неколико подфестивала, укључујући Отрошки Лент који се организује да би се задовољила интересовања деце и Међународни џез фестивал Лент који је привукао нека од најпознатијих светских имена, укључујући Реја Чарлса и ББ Кинга, виолинисте попут Стефана Грапелија запажених словеначких извођача као што су Владо Креслин и Зоран Предин, певача и група из бивше СФРЈ као што су Ђорђе Балашевић,  Влатко Стефановски, Дино Дворник, Рамбо Амадеус, Булдожер, Плави оркестар и Електрични оргазам.